# Star Trek: The Next Generation
Star Trek: The Next Generation er en amerikansk science fiction-serie skabt af Gene Roddenberry. Den følger stjerneskibet USS Enterprises (NCC 1701-D) mange rumeventyr. Serien fik tilnavnet The Next Generation (TNG) for at adskille den fra Roddenberrys oprindelige Star Trek-serie (1966-69).
Serien foregår i Alfakvadranten nær Mælkevejen i 2360'erne. Første afsnit finder sted i 2364 omkring hundrede år efter begivenhederne i The Original Series. Serien følger besætningen ombord på det femte skib Enterprise. Skibet ledes af kaptajn Jean-Luc Picard (Patrick Stewart), kommandørkaptajn William Riker (Jonathan Frakes) og androideofficer Data (Brent Spiner). Stewart slår i begyndelsen af hvert afsnit Enterprises mission fast i en introduktion, der minder om William Shatners fra den oprindelige serie:
 Rummet, den yderste grænse. Dette er stjerneskibet Enterprises rumfærd. Dets fortsatte mission er at udforske nye verdener, for at finde liv og nye civilisationer. At drage ud, hvor ingen har været før.

Star Trek: The Next Generation havde premiere 28. september 1987, og sluttede sit forløb på 7 sæsoner og 178 afsnit 23. maj 1994. Serien blev produceret af Gene Roddenberry, Maurice Hurley, Rick Berman, Michael Piller og Jeri Taylor for Paramount. Dens to timer lange pilotafsnit, "Encounter at Farpoint", tiltrak omkring 27 millioner seere. Serien blev fra første afsnit syndikeret på flere forskellige kanaler. Den blev efterfulgt af fire spin-off-serier: Star Trek: Deep Space Nine (1993-99), Star Trek: Voyager (1995-2001), Star Trek: Enterprise (2001-05) og Star Trek: Discovery (2017-). Den dannede desuden grundlag for fire spillefilm samt adskillige bøger, spil og legetøj.